# Вест-Ішпемінг (Мічиган)
Вест-Ішпемінг (англ. West Ishpeming) — переписна місцевість (CDP) в США, в окрузі Маркетт штату Мічиган. Населення — 2552 особи (2020).

## Географія
Вест-Ішпемінг розташований за координатами 46°29′18″ пн. ш. 87°43′1″ зх. д. / 46.48833° пн. ш. 87.71694° зх. д. (46.488444, -87.717078).  За даними Бюро перепису населення США в 2010 році переписна місцевість мала площу 7,78 км², з яких 7,66 км² — суходіл та 0,12 км² — водойми.

## Демографія
Згідно з переписом 2010 року, у переписній місцевості мешкали 2662 особи в 1032 домогосподарствах у складі 746 родин. Густота населення становила 342 особи/км².  Було 1073 помешкання (138/км²).
Расовий склад населення:
| - 96,7 % — білих - 0,8 % — корінних американців - 0,4 % — азіатів - 0,2 % — чорних або афроамериканців |

До двох чи більше рас належало 1,8 %. Частка іспаномовних становила 0,2 % від усіх жителів.
За віковим діапазоном населення розподілялося таким чином: 23,1 % — особи молодші 18 років, 58,2 % — особи у віці 18—64 років, 18,7 % — особи у віці 65 років та старші. Медіана віку мешканця становила 43,5 року. На 100 осіб жіночої статі у переписній місцевості припадало 93,6 чоловіків;  на 100 жінок у віці від 18 років та старших — 92,7 чоловіків також старших 18 років.
Середній дохід на одне домашнє господарство  становив 74 115 доларів США (медіана — 59 236), а середній дохід на одну сім'ю — 85 623 долари (медіана — 75 239). Медіана доходів становила 88 854 долари для чоловіків та 32 723 долари для жінок. За межею бідності перебувало 5,4 % осіб, у тому числі 0,0 % дітей у віці до 18 років та 1,1 % осіб у віці 65 років та старших.
Цивільне працевлаштоване населення становило 1080 осіб. Основні галузі зайнятості: освіта, охорона здоров'я та соціальна допомога — 30,7 %, сільське господарство, лісництво, риболовля — 15,0 %, роздрібна торгівля — 10,3 %, науковці, спеціалісти, менеджери — 9,2 %.